# Chromonephthea complanata
Chromonephthea complanata is een zachte koraalsoort uit de familie Nephtheidae. De koraalsoort komt uit het geslacht Chromonephthea. Chromonephthea complanata werd in 1910 voor het eerst wetenschappelijk beschreven door Kükenthal. 